# Eugène Rouher

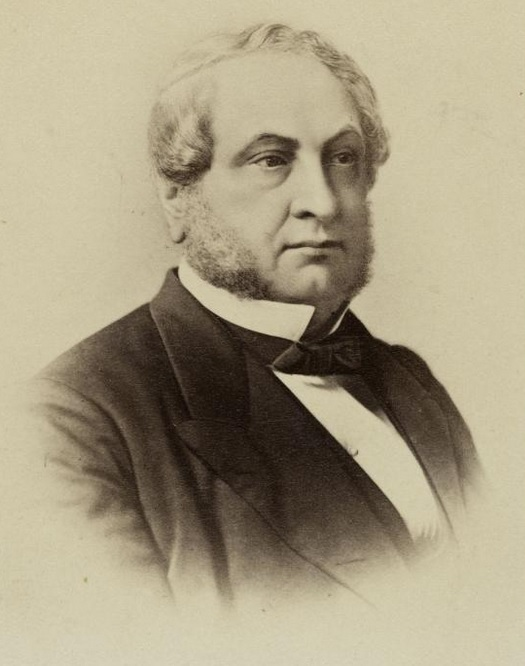
Eugène Rouher

Eugène Rouher (* 30. November 1814 in Riom; † 3. Februar 1884 in Paris) war ein französischer Staatsmann. Von 1863 bis 1869 stand er fast sechs Jahre lang als Staatsminister an der Spitze der französischen Regierung. Er hatte maßgeblichen Einfluss auf Kaiser Napoleon III., dessen Politik er meist vorbehaltlos verteidigte. Nach dem Sturz des Kaisers 1870 setzte er sich, politisch weiterhin aktiv, für die Interessen des Sohnes Napoleons III., Napoléon Eugène Louis Bonaparte, ein.

## Leben
Eugène Rouher studierte Rechtswissenschaften in Paris und ließ sich 1836 als Advokat in seiner Heimatstadt Riom nieder. Nach dem Tod seines ältesten Bruders übernahm er dessen gut gehende Kanzlei. Durch einige erfolgreich geführte politische Prozesse machte er sich einen Namen. 1846 trat er als offizieller Kandidat des Ministeriums Guizot bei den Wahlen zur Deputiertenkammer (Chambre des députés) an, scheiterte jedoch bei seinem ersten Anlauf.

### Minister und Berater Napoleons III.
Nach der Februarrevolution 1848 wurde Rouher für sein heimatliches Département Puy-de-Dôme zum Mitglied der Verfassunggebenden Versammlung gewählt. Dort schloss er sich anfangs der Gruppe der republikanischen Abgeordneten an, ging aber bald zur Rechten über. 1849 wurde er in die Gesetzgebende Versammlung gewählt, in der er den Prinzen Louis Napoleon (den späteren Kaiser Napoleon III.) unterstützte. Am 31. Oktober 1849 ernannte Louis Napoleon ihn als Nachfolger von Odilon Barrot zum Justizminister und zudem zum Siegelbewahrer von Frankreich (Garde des sceaux de France). Er wirkte eifrig für die vom Prinz-Präsidenten eingeleitete konservative Politik. In einer Rede in der Nationalversammlung (Assemblée nationale) nannte er die Februarrevolution von 1848 eine „Katastrophe“ und unterstützte eine reaktionäre Gesetzgebung, insbesondere die Gesetzesvorlage vom 31. Mai 1850 zur Beschränkung des allgemeinen Wahlrechts. 
Am 26. Oktober 1851 zurückgetreten, übernahm Rouher nach dem Staatsstreich Louis Napoleons vom 2. Dezember 1851 wiederum das Justizministerium und wurde von diesem mit der Redaktion einer neuen Verfassung betraut. Er trat aber, weil er sich dem Konfiskationsdekret gegen die Güter des Hauses Orléans vergeblich widersetzt hatte, schon am 22. Januar 1852 von seinem Posten zurück. Am 30. Dezember 1852 ernannte ihn Napoleon III. zum Vizepräsidenten des Staatsrats (Conseil d’État). Seinen Beitrag zur Errichtung des Zweiten Kaiserreichs entlohnte der Kaiser mit einer Zuwendung in der Höhe von 50.000 Pfund und mit dem großen Gut (samt Schloss) Cerçay bei Brunoy. 1856 trat er in den Senat ein.
Vom 3. Februar 1855 bis zum 23. Juni 1863 war Rouher Minister für Handel, Landwirtschaft und öffentliche Arbeiten. Als solcher schloss er im Sinn des Freihandelssystems Napoleons III. am 23. Januar 1860 einen Handelsvertrag mit England, dem Abkommen mit Belgien, Italien und Deutschland folgten. Ferner sorgte er für den Ausbau des Eisenbahnnetzes, ohne dieses zum Staatsmonopol zu machen.

### Staatsminister
Am 23. Juni 1863 wurde Rouher Präsident des Staatsrates und nach Adolphe Billaults Tod am 18. Oktober 1863 Staatsminister. Knapp sechs Jahre leitete er die Regierung. Als Ratgeber von Napoleon III. war sein Einfluss so groß, dass sein Gegenspieler Émile Ollivier ihn einen „Vizekaiser“ nannte.
Mit dem Amt des Staatsministers war die Aufgabe verbunden, den Kaiser in der Gesetzgebenden Körperschaft (Corps législatif) zu vertreten. Rouher oblag es, im Corps législatif die Kritik der Opposition an der Regierungspolitik zu erwidern. Dabei erwies er sich als ein begabter und wirkungsvoller Redner. Er musste die teure Umgestaltung von Paris durch Georges-Eugène Haussmann verteidigen, die umstrittenen Freihandelsverträge und auch Napoleons ausländische Abenteuer wie die gescheiterte französische Intervention in Mexiko von 1862 bis 1867. Thiers griff 1866 Rouher in einer Debatte im Corps législatif an und warf ihm vor, seine Außenpolitik habe es Preußen ermöglicht, im Deutschen Krieg seine Macht auf Kosten Österreichs auszubauen.
Rouher widersetzte sich den halbherzigen liberalen Konzessionen vom Januar 1867, mit denen Napoleon III. seinen Kritikern ein kleines Stück entgegenkommen wollte und die ihm der Kaiser in einem persönlichen Brief angekündigt hatte. Vom 20. Januar bis zum 13. November 1867 bekleidete er auch den Posten des Finanzministers.

### Deutsch-Französischer Krieg und Dritte Republik
Die neue „liberale“ Ära, die 1869 begann, mochte Rouher nicht mitvollziehen. Am 17. Juli 1869 legte er sein Amt als Staatsminister nieder. Émile Ollivier folgte ihm am 2. Januar 1870 als Regierungschef. Rouher wurde vom Kaiser mit dem Posten des Senatspräsidenten entschädigt; hinter den Kulissen behielt er seinen Einfluss. Als Präsident des Senates verfocht Rouher weiterhin eine reaktionäre Politik. In dieser Funktion hielt er in Gegenwart des Kaisers am 16. Juli 1870, auf dem Höhepunkt der Auseinandersetzung mit Preußen um die spanische Thronfolge, in Saint-Cloud eine höchst kriegerische Rede. Nach der Schlacht von Sedan und dem Sturz Napoleons III. am 4. September 1870 floh Rouher angesichts der vorrückenden deutschen Armeen aus Paris auf sein Schloss Cerçay. Dorthin nahm er große Mengen geheimer Regierungsakten mit, insbesondere die des Außenministeriums, um sie vor dem Zugriff der Deutschen zu bewahren. Doch genau das geschah: Am 10. Oktober 1870 nahmen Einheiten der mecklenburgischen 17. Division Schloss Cerçay ein und fanden die Akten. Sie waren dem französischen Staat derart wichtig, dass ein halbes Jahrhundert später im Versailler Vertrag eigens deren Rückgabe verfügt wurde (Art. 245). Rouher war zum Zeitpunkt des Aktenfundes bereits nach England geflohen.
Nach Ende des Krieges kehrte er 1871 nach Frankreich zurück, um sich in der Dritten Republik für die Belange des kaiserlichen Prinzen Napoléon Eugène Louis Bonaparte einzusetzen. Am 11. Februar 1872 wurde er für den Wahlkreis Ajaccio zum Mitglied der Nationalversammlung gewählt. Seine Wahl und den großen Zulauf, den er in der Heimat Napoleon Bonapartes im Wahlkampf erhalten hatte, bezeichnete der korsische Präfekt Jean-Eugène Dauzon als eine „regelrechte Verschwörung zugunsten des Kaiserreichs“. Rouher trat an die Spitze der kleinen bonapartistischen Partei Appel au peuple. In seiner ersten Rede im Parlament am 21. Mai 1872 verteidigte er das Kaiserreich inmitten einer ihm feindlich gesinnten Kammer gegen die Angriffe von Gaston d’Audiffret-Pasquier und von Léon Gambetta. Auch in den Folgejahren zeigte er sich als unermüdlicher Verteidiger des Bonapartismus. Der Exkaiserin Eugénie de Montijo leistete er ebenfalls Beistand. Der frühe Tod des Prinzen Napoléon Eugène Louis Bonaparte (1879), für den er sehr tätig gewesen war, bewog ihn, von der Leitung der bonapartistischen Partei zurückzutreten. Er versuchte aber die Anerkennung von Napoléon Joseph Charles Paul Bonaparte als Erbe des Kaisertitels zu erreichen.
Nach einem Schlaganfall verlor Rouher 1883 den Verstand. Er starb am 3. Februar 1884 im Alter von 69 Jahren in Paris.